# Слива домашня
{{#ifeq:0|0|{{#if:|{{#if:Prunusdomestica|[[]}}|}}}}
Слива домашня або звичайна (Prúnus doméstica) — плодова рослина роду слива підродини мигдалеві родини розові.

## Походження
При схрещуванні терну Prunus spinosa (2n = 32) з аличею Prunus divaricata (2n = 16) було отримано рослину повністю ідентичну сливі домашній. Це рослина, як і слива домашня мала 2n = 48 хромосом. Ймовірно, дика слива в ході еволюції вийшла саме таким шляхом.
Південна алича має жовто-червоне забарвлення, північний терен темно-синій. Їхній нащадок поєднує ознаки обох видів: холодостійкість терну і смакові характеристики аличі, має забарвлення в широкому діапазоні синьо-жовто-червоних відтінків (у різних сортів).
Географічним центром походження домашньої сливи можна вважати територію, що простирається від Східного Кавказу до східного узбережжя Адріатичного моря, включаючи Балканський півострів і Малу Азію.

## Опис

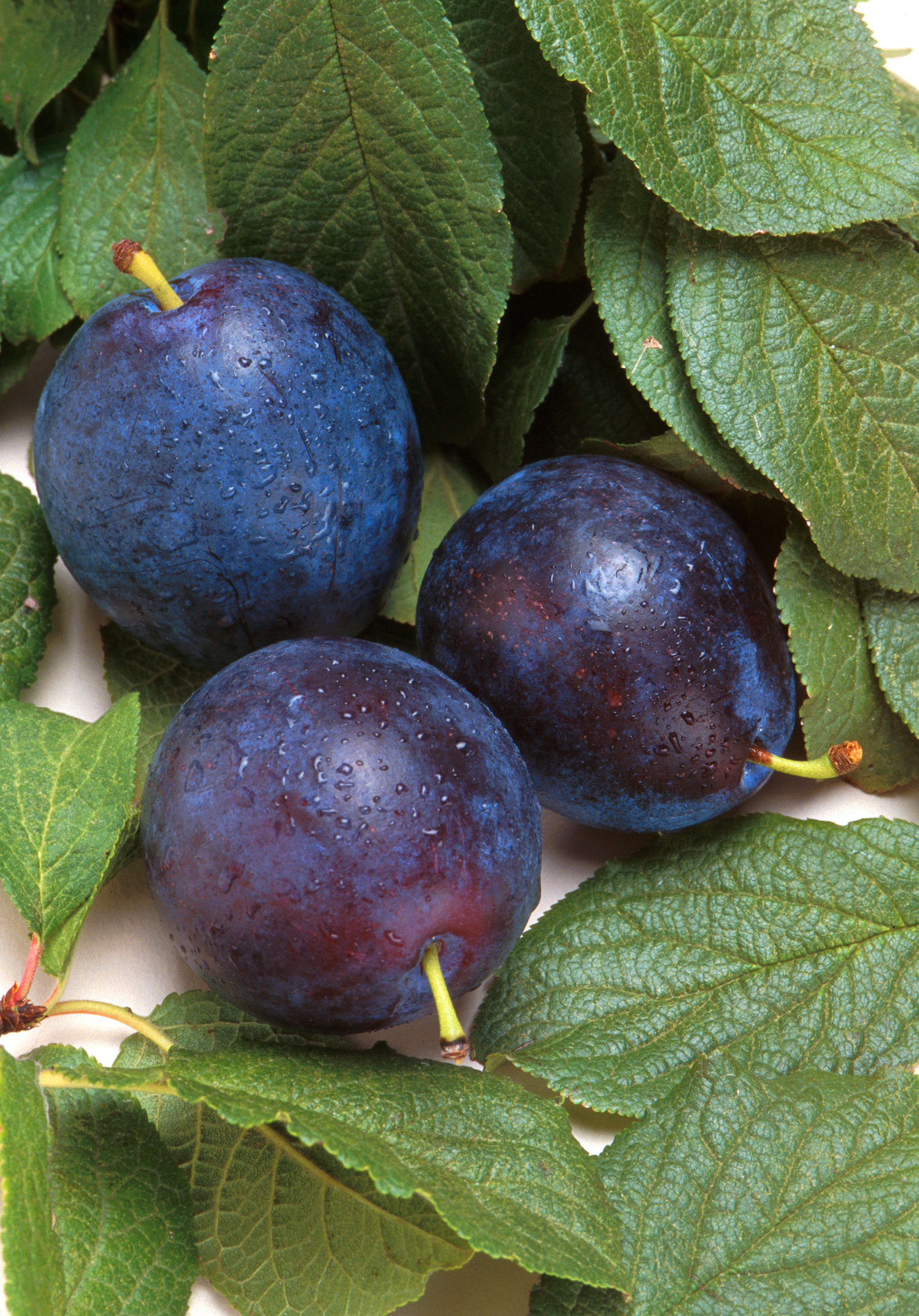
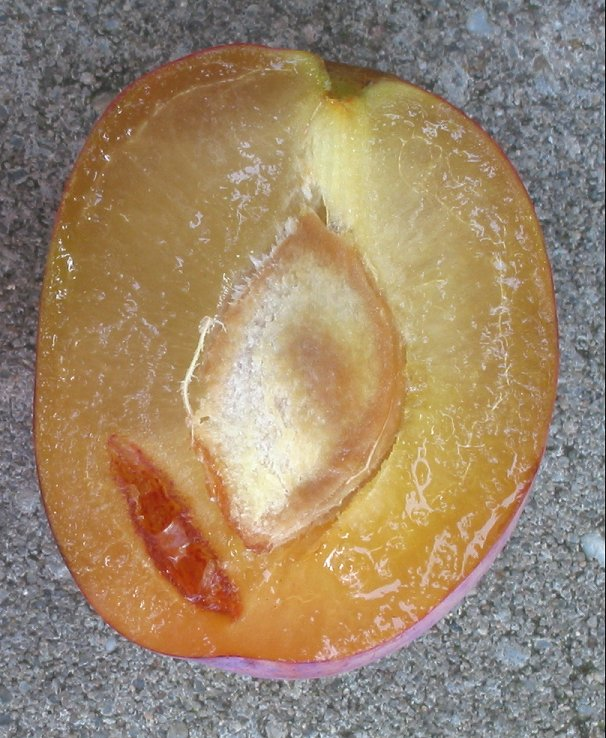
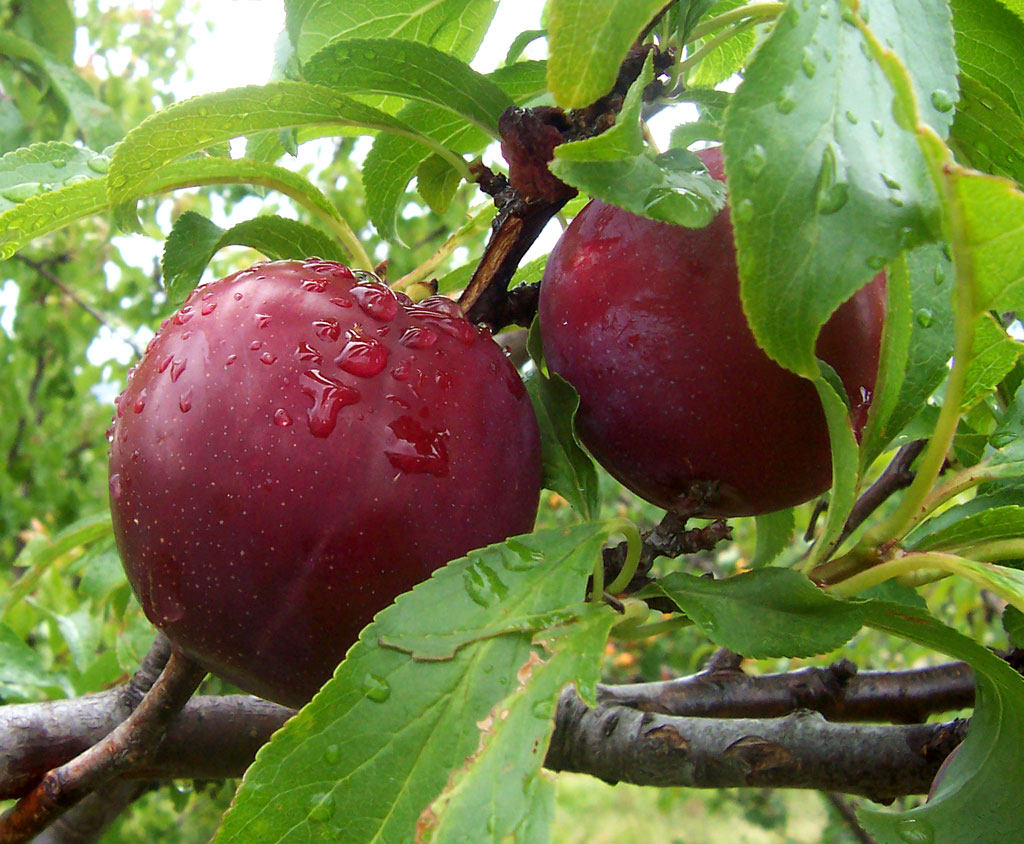
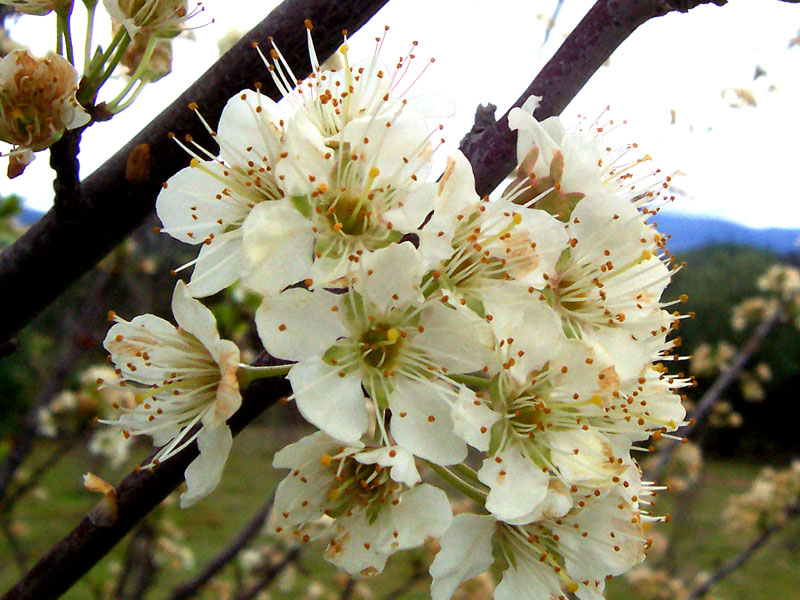

Плодове дерево заввишки 6 — 16 м. Гілки не колючі, або іноді трохи колючі.
Квітки зібрані в прості зонтики, кожна складається із 5 зеленувато-білих пелюсток і 5 Чашолистоків, 25-30 тичинок, нектарники розташовані на квітколожі. Цвіте слива у травні, кожна квітка живе до 5 днів, все дерево загалом 8 -10 днів. Медопродуктивність сливи у сприятливі роки сягає 16-37 кг з 1 га.
Плоди — м'ясисті кістянки різної форми (овальної, приплюснуто-овальної, видовжено-овальної) та кольору (зеленого, жовтого, червоного, або фіолетового із сизим нальотом), завжди із добре помітною борозенкою, зазвичай 20 — 30 г ваги. Вони соковиті і мають високі смакові, поживні й дієтичні властивості, містять 7 — 18 % цукрів, 0,25 — 1,35 % органічних кислот, 0,75 — 0,95 % пектинових речовин, 8,8 — 22,1 мг% вітамінів С та провітаміни А, в кісточках — 30 — 35 % олії. Сливи споживають свіжими, переробляють на чорнослив, конфітури, маринади, компоти, повидла, мармелади, наливки тощо.
В Україні вирощують С. повсюдно, найбільше на сх. Поділлі, Покутті, Закарпатті, Харківщині й Кубані. За переписом садів 1970 в УРСР було бл. 50 млн плодових С. (15,5 % плодових дерев, після яблуні — 46,5 % і вишні — 20,4 %) на бл. 130 000 га. За сприятливих умов С. дає високі врожаї до 10 — 15 т з 1 га.

## Коротка характеристика
Крона піднята або розлога, гілки прямі, в основному гладкі, але окремі форми мають невеликі колючки. Бруньки розпускаються пізніше від інших листяних дерев або водночас з ними.
За слабкого приросту закладаються поодинокі бруньки, нові букетні гілки утворюються, а старі відмирають. Як у вишні, в цьому випадку скелетні гілки оголюються, і врожай помітно знижується.
За характером види сливи поділяють на дві групи:
- До першої відносять сорти, де переважають групові бруньки на середніх і довгих приростах. Наступного сезону плодові бруньки дають врожай, а ростові — невеликі пагони.
- У другій групі сортів на достатньо довгих однолітніх приростах переважають поодинокі ростові бруньки та невелика кількість плодових бруньок. На наступний рік з ростових бруньок розвиваються шпорці, які плодоносять ще один сезон и несуть на собі основну масу врожаю. Такий тип плодоношення називають плодоношення на дворічній деревині.

## Посадка сливи
Для посадки сливи ґрунт має бути глибокий, не менше 35-40 см обробки. Контроль кислотності легко вести відповідно до бур'янової рослинності. На кислих ґрунтах переважають хвощ, пикульник, щавель, м'ята, подорожник, перестріч гайовий, верес; на слабокислих — ромашка, в'юнок, конюшина. Кислі ґрунти обов'язково вапнують. Для суглинок 500 г.кв/метр, на піщаних 200 г.кв/метр. Найбільш дієвий спосіб вапнування полягає в тому, щоб спочатку рівномірно посипати ґрунт вапном (попелом), а потім гноєм (коров'яком), відтак його перекопують. Посадкову яму роблять завширшки 50-60 см і такою ж глибиною. В яму кладуть гній або компост 10-16 кг, 100—150 г подвійного суперфосфату, 80-120 г сіркокислого калію (60-80 г хлористого калію) або 400—500 г попелу.
Після посадки в саду за першого року сливу обрізають з метою правильного формування крони. Молоді дерева деяких сортів вже у перші роки після посадки виганяють довгі (до 1 — 2 м) однолітні пагінці, тому для регулювання росту потребують обрізання. Дерева сливи формують так само, як деревоподібну вишню.
У зимостійких сортах залишають штамб заввишки 40 — 60 см, у менш зимостійких — заввишки 20 — 30 см. Чим нижче штамб, тим дерева стійкіші до несприятливих умов зими.
Поліпшувати зимостійкість квіткових бруньок сливи можна шляхом покращення ґрунтового та водного режимів. У посушливі роки необхідні полив і мульчування ґрунту. У вологі — посів у міжрядді покровних культур, які здатні поглинати надлишок вологи.
У перші роки росту дерева сливи рекомендується обрізати якомога менше. Вирізають гілки, які надалі можуть загущувати крону. Вкорочують тільки ті однолітні гілки, яким потрібно надати правильного напряму, а також урівняти їх за силою росту з основними скелетними розгалуженнями, підпорядкувати бічні розгалуження основній гілці, щоб не дати їй розгалужуватися.
Зрізають також верхівки сильних пагонів з підмерзлою корою, з недорозвинутими зближеними бруньками. Ступінь вкорочування гілок у рослин, плодоносних на однолітній деревині, має бути мінімальною, щоб не викликати дуже сильного росту й появи великої кількості гілок, які загущують крону.
Особливістю сливи є утворення сильних, конкурентноздатних пагонів, які відгалужуються під гострим кутом.
Такі пагони потрібно вирізати на кільце. Крім того, у сливи часто трапляється відростання міцних пагонів. Ці утворення необхідно своєчасно усувати. Тому обрізати дерева сливи рекомендується щорічно.
При вирощуванні сливи формують два давно узвичаєних типи крони: лідерну и вазоподібну. Лідерна крона має центральний провідник з 5 — 8 скелетними гілками. В нижньому ярусі залишають 3 — 4 скелетні гілки. В наступному ярусі скелетні гілки першого порядку закладаються з інтервалом 40 — 60 см. У дерева сливи з кроною вазоподібної форми центральний провідник відсутній. Його видаляють під час закладання нижнього ярусу з 3 — 4 гілок, які виконують усі функції лідера. У дерев сливи більш зимостійких сортів вазоподібну крону влаштовують на висоті 40 — 60 см. Малозимостійкі сорти рекомендується вирощувати на низьких штамбах — заввишки 10 — 20 см. При формуванні вазоподібної крони розгалуження пагонів-стовбурів закладають на висоті 50 — 100 см від їхньої основи й скеровують убік. Загальну кількість таких пагонів доводять до 6 — 8, щоб утворити помірно загущену крону.
Вазоподібні крони достатньо добре освітлюються сонцем, добре прогріваються, чим зумовлюється формування високоякісних плодів.
Період росту сливи, для якого характерне слабке плодоношення, триває 6 — 7 років після посадки. В цей час формується остов дерева із сильними однолітніми приростами.
Плодоносить слива протягом 10 — 15 років.
У третій період — затухання життя дерева — йде відсихання окремих гілок, знижується врожайність. Кора у старих дерев відшаровується через опіки та морозовини, з'являється камедетечія.
Тривалість проходження вказаних періодів життя дерева значною мірою зумовлюється агротехнічним станом саду.
Через зимові пошкодження у сливи — замерзання окремих гілок, коренів та плодових бруньок, опіки в зоні кореневої шийки.
Слива чутлива до літньо-осінньої ґрунтової посухи, особливо в роки значного плодоношення, коли з плодами виноситься велика кількість вуглеводів, через що дерева не здатні добре підготуватися до зими. При цьому тканина дерева не визріває та пошкоджуються, навіть у відносно не суворі зими.

## Сорти
Численні сорти С. об'єднують у 4 помологічні групи: угорки, ренклоди (споживають переважно свіжими і консервують), мірабелі (дрібні плоди, що використовуються, переважно для виготовлення конфітури, консервів тощо), яєчні (великі переважно жовтого кольору). В Україні районовано такі сорти С. д.: Ганна Шпет, Единбурзька, Кірк, Персикова, Рання синя, Ренклод, Ренклод Альтана, Угорка звичайна, Угорка італ., Угорка ажанська, Угорка опішнянська, чорнослив та ін.
Деякі популярні сорти сливи:
Червона куля. Зимостійкість сорту висока. Період плодоношення у нього настає на другий-третій рік після посадки; він добре плодоносить. Плоди великі (40 г), округлі, червоні із сивим нальотом, дозрівають під кінець липня. М'якуш дуже соковитий, ароматний, дуже смачний.
Скороплідна. Дерево росте швидко, але утворює невелику округло-розкидисту крону. Зимостійкість сорту висока. Період плодоношення настає на другий-третій рік після посадки й дає рясні плоди. Плоди більші за середні розміри (31 г), округлі, яскраво-червоні, з великим нальотом, дозрівають у кінці серпня. М'якуш дуже соковитий, ароматний, кисло-солодкий, вельми смачний. Сорт самонеплідний, опилювачі — Оленка, Червона куля.
Оленка. Дерево великої висоти, з піднятою кроною. Сорт зимостійкий. Плоди вище за середні розміри (36 г), округло-яйцеподібної форми малиново-фіолетового кольору, з восковим нальотом. М'якуш соковитий, тане в роті, солодкого смаку.
Скороплідна червона. Зимостійкість сорту висока. Вступає в плодоношення на 3-4 рік після посадки. Плоди більші за середні розміри (11-13 г), рожевого кольору. Плоди дозрівають у другій половині серпня. Смак плодів задовільний. Частково самоплідний, опилювачі — Угорка московська, Ренклод тамбовський, Ренклод колгоспний.

## Особливості
- Слива найбільш вологолюбна з плодових культур, але болота не зносить;
- Слива потребує азотних добрив (або родючих ґрунтів);
- Більшість найліпших сортів сливи самонеплідні, тому необхідно саджати поряд різні сорти;
- Сливу ліпше вирощувати на низькому штамбі 10-20 см;
- Сливі ліпше надавати форму віяла;
- Слива потребує обрізки для прорідження крони й гарного приросту;
- Щоб захистити сливу від зараження грибком, обрізати її треба тоді, коли вона вже покрилась листям;
- Слива часто утворює гострі кути гілок, їх потрібно збільшувати за допомогою розпірок;
- Посадку сливи проводять навесні;
- Часті врожаї значно послаблюють зимостійкість сливи;

## Шкідники та боротьба з ними
- Плоди сливи пошкоджує сливова плодожерка. Їх личинки схожі на яблуневу плодожерку, але менші й червоного кольору. Для боротьби з нею можна використовувати феромонні пастки для самців сливової плодожерки. Однак за великої кількості шкідника, єдиний радикальний захід — оприскування інсектицидами. Спершу — в кінці травня, а потім — не менш, ніж за 30 днів до збирання врожаю, інтервал оприскування — два тижні.
- Листокрутка глодова, листокрутка кривовуса ліщинова, міль плодова пошкоджують листя.

## Хвороби сливи
1. Моніліоз — грибкова хвороба, що викликає висихання листя та гілок. На плодах з'являється цятка гнилі, що потім росте та вкривається білими крапками.
2. Кучерявість листя — грибкова хвороба, що викликає спочатку пожовтіняя, а потім опадання листя. Через хвороби плоди сливи падають ще зеленими.
3. Парша — грибкова хвороба, активізується після дощів. Викликає темні плями на корі, листі, плодах. Згодом плями розростоються та призводять до втрати врожаю.
4. Клястероспоріоз (дірчаста плямистість) — грибкова хвороба, що викликає тріщини в корі та виразки на плодах сливи.
5. Сумчаста хвороба (кишеньки сливи) — грибкова хвороба, через яку плоди сливи перетворюються на маленьки мішечки без кісточок.
6. Шарка (віспа) — вірусна хвороба, яка впізнається за темно-зеленими плямами на сливах. Згодом такі плями грубішають та впадають у середину. Плоди передчасно обсипаються.